# Xantholinus dissimilis
Xantholinus dissimilis är en skalbaggsart som beskrevs av Henri Coiffait 1956. Xantholinus dissimilis ingår i släktet Xantholinus, och familjen kortvingar. Arten har ej påträffats i Sverige.